# 뉴 스타트

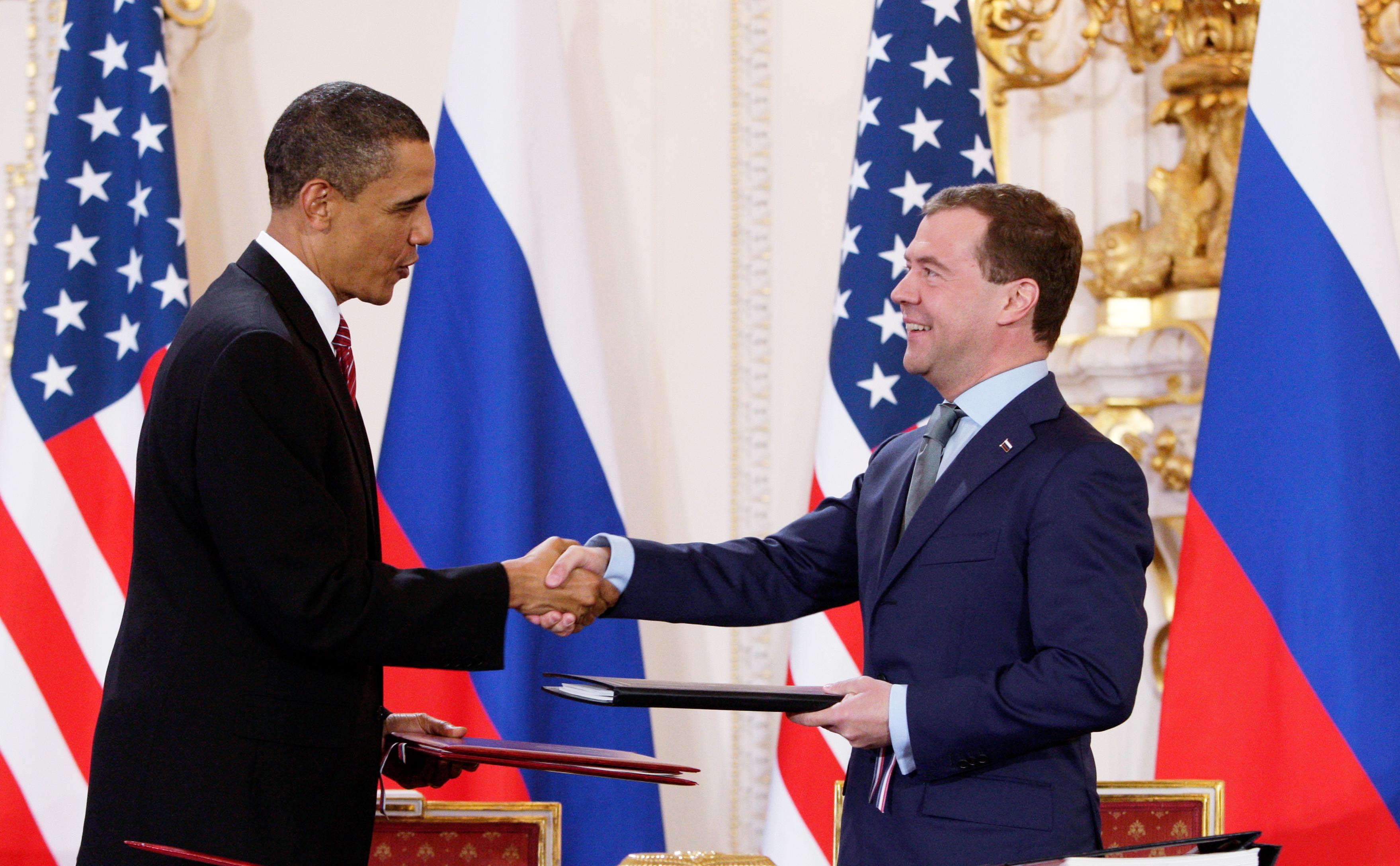
미국 오바마 대통령과 러시아 메드베데프 대통령이 체코 프라하에서 서명식을 하고 있다.

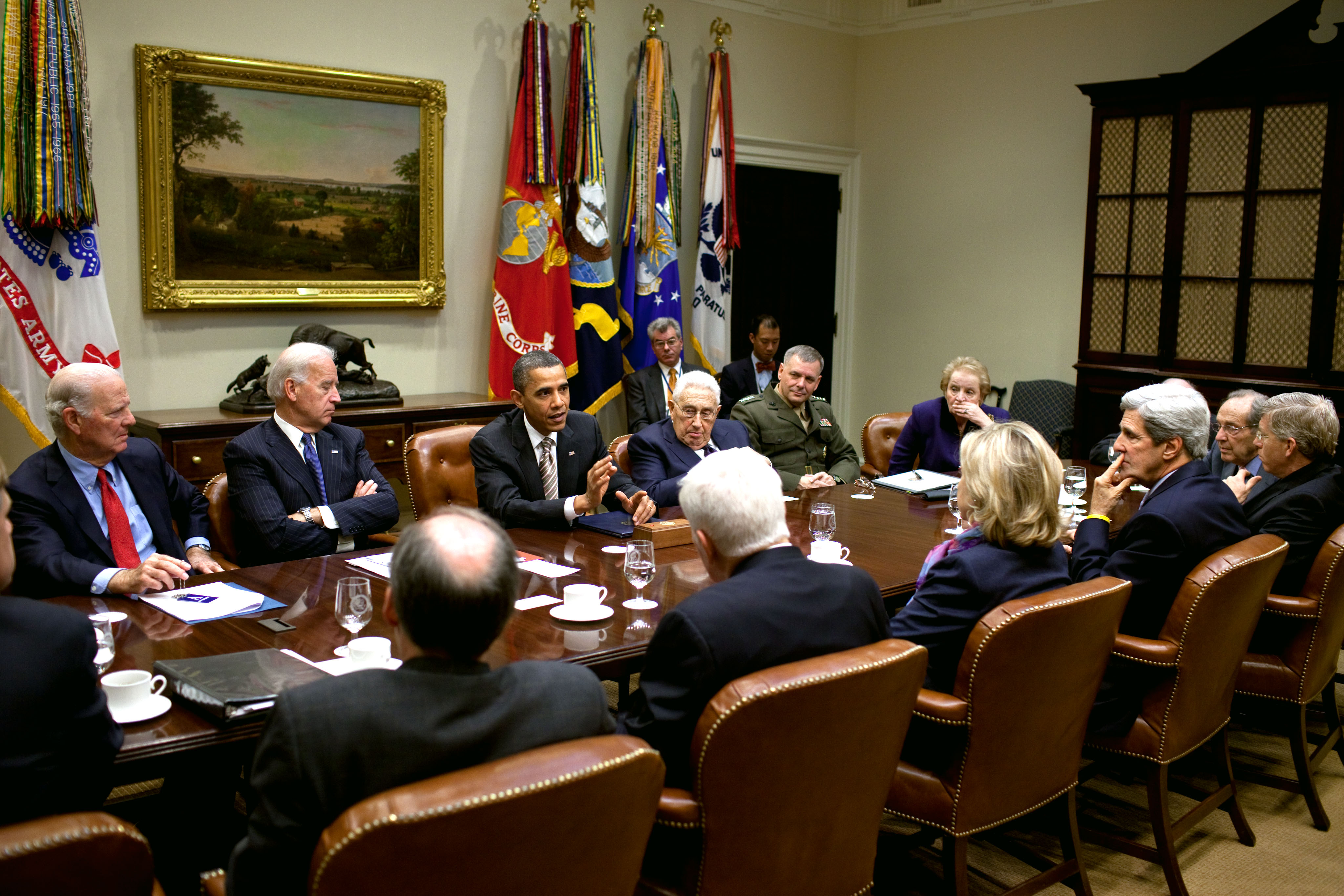
2010년 11월, 미국 오바마 대통령이 백악관 루즈벨트룸에서 뉴스타트 회의중이다.

뉴 스타트(New START, New Strategic Arms Reduction Treaty, 새로운 전략 무기 감축 협정)는 2010년 4월 8일 체코 프라하에서 서명된 미국과 러시아 간의 핵무기 감축 협정이다. 양국의 비준을 거쳐, 2011년 2월 5일 발효되었으며, 2021년에 조약이 종료된다.
미국은 뉴스타트 조약에 따라 2014년 현재 886개 수준인 핵 전력을 2018년 2월 5일까지 700개로 줄여야 한다. 이에 따라 ICBM은 400기로, SLBM은 240기로, 핵폭격기는 60대로 실전배치 전력이 줄어든다. 감축되는 핵무기는 발사준비(launch-ready) 상태에서 대기 상태로 바뀐다. 대기(standby) 상태는 운반 시스템과 폭격기, 잠수함 또는 ICBM 발사대를 유지, 보수는 하지만, 즉시 발사는 불가능하게 하는 것이다. 영구 비축물 참조.
뉴스타트 조약은 '보유'(standby) 핵무기나 '전술' 핵무기, '단거리' 핵무기 숫자는 제한하지 않고 있다.
2013년 기준으로, 대통령의 핵가방으로 발사명령을 하면 즉각 발사될 수 있는 발사준비(launch-ready) 상태의 핵무기의 숫자는, 미국은 2,700기, 러시아는 2,680기 정도를 보유하고 있는 것으로 추정된다. 미국은 뉴스타트 협정에 따라 발사준비(launch-ready) 상태의 전략핵무기 숫자를 2018년까지 1,550기로 감축할 방침이다.
뉴스타트 협정의 추가부록 형태로 시행될 가이드라인을 검토하면서, 오바마 대통령은 발사준비(launch-ready) 상태의 전략핵무기 숫자를 500기로 줄이는 것을 제안했다. 그러나 마틴 뎀시(en:Martin Dempsey) 합참의장이 반대했다. 1,000기는 괜찮다고 했다.
2013년 6월 19일, 취임 뒤 처음으로 독일을 방문한 오바마 대통령은 탈냉전의 상징인 브란덴부르크 문 앞에서 미국과 러시아의 핵탄두 보유를 각각 1,000기 수준으로 줄이자고 제안했다. "종합적인 검토 끝에 전략 핵무기 숫자를 1/3 추가 감축해도 미국과 동맹국의 안보를 확립할 수 있고 강력하고 신뢰성 있는 억지력을 유지할 수 있다고 결론내렸다"고 말했다.
2014년 미국 국립대기연구센터(en:National Center for Atmospheric Research)는 인도와 파키스탄이 히로시마 원폭 리틀 보이 수준의 핵폭탄 100개를 서로 터뜨리는 핵전쟁을 가정한 모의실험을 했다. 핵폭발로 550만t의 검은 재가 대기를 뒤덮으면서 전 지구적인 핵겨울이 25년간 발생해 전세계 인류가 굶어죽는 결과가 나왔다. 리틀 보이는 TNT 15 kt 폭발력이며, 100개면 1.5 Mt 폭발력이다. 미국의 즉시 발사준비(launch-ready) 상태의 전략핵탄두가 한 발에 300 kt 정도면, 500발이면 150 Mt, 1000발이면 300 Mt이다.

## 같이 보기
- SALT I (1972년)
- ABM 조약 (1972년)
- SALT II (1979년)
- INF 조약 (1987년)
- 스타트 I (1991년)
- 스타트 II (1993년)
- 스타트 III (1997년 협상결렬)
- SORT (2002년)